# 阿莉娅·鲍威尔
阿莉娅·鲍威尔（英語：Aaliyah Powell，2002年10月25日—），英国女子跆拳道运动员，2019年世界跆拳道锦标赛女子53公斤级铜牌得主、2022年世界跆拳道锦标赛女子62公斤级铜牌得主、2023年世界跆拳道锦标赛女子62公斤级铜牌得主。